# Puerto de la Morcuera
De Puerto de la Morcuera is een bergpas op een hoogte van 1796 meter hoogte boven zeeniveau. Gelegen in de Sierra de Guadarrama en behoort tot de provincie Madrid.